# Stanislaw Nikolajewitsch Meschtscherskich
Stanislaw Nikolajewitsch Meschtscherskich (russisch Станислав Николаевич Мещерских, engl. Transkription Stanislav Meshcherskikh; * 11. April 1949 in Rewda) ist ein ehemaliger sowjetischer Mittelstreckenläufer.
Bei den Leichtathletik-Halleneuropameisterschaften 1971 in Sofia siegte in der 4-mal-800-Meter-Staffel die sowjetische Mannschaft in der Besetzung Walentin Taratynow, Meschtscherskich, Alexei Taranow und Wiktor Semjaschkin und stellte dabei mit 7:17,8 min einen Hallenweltrekord auf.
1972 wurde Meschtscherskich sowjetischer Hallenmeister über 600 m und gewann bei den Halleneuropameisterschaften in Grenoble mit dem sowjetischen Quartett Silber in der 4-mal-720-Meter-Staffel.

## Persönliche Bestzeiten
- 800 m: 1:47,2 min, 19. Juli 1971, Moskau
- 1500 m: 3:39,3 min, 22. Juli 1976, Podolsk